# アフリカンアートミュージアム
アフリカンアートミュージアム（African Art Museum）は、山梨県北杜市長坂町中丸1712-7にあるアフリカアート・オセアニックアート及びプリミティブアート専門の美術館。コレクションは、紀元前から近代までの世界有数のアフリカ美術のコレクション。また、アジア、オセアニア、インドネシア、フィリピン、台湾やヒマラヤなどの少数民族の美術も合わせて紹介展示する。

## 概要
アフリカンアートミュージアムは、2010年（平成22年）4月4日に開館した。アフリカンアートを収蔵、展示する国内唯一の美術館として、朝日新聞、日経新聞、毎日新聞、NHK甲府放送局など多くの媒体22社に採り上げられた。日本国内では、アフリカンアートやオセアニックアートなどの先住民の美術を所蔵する施設が少ないため希少な美術館となっている。
展示室は、２部屋で構成。広さは1階が160㎡で天井高が5,4m、2階が80㎡で天井高が2.8m。2階からは広々としたブナの雑木林が見渡せる。

## 主な収蔵品
- アフリカのマスク、立像、楽器、装身具、テキスタイル、椅子、道具、武具など約1400点。
- オセアニア地域（オーストラリア、ニュージーランド、パプアニューギニア、ソロモンなど）の立像、楽器 、アクセサリー、テキスタイル、椅子、道具、武具など約600点
- インドネシア、フィリピンの立像、楽器、アクセサリー、テキスタイル、椅子、道具、武具など約300点。
- アジア・ヒマラヤ地域（ネパール、チベット、インド北部、タイ、ラオス、中国、台湾、日本など）の 立像、楽器、アクセサリー、テキスタイル、椅子、道具、武具など約300点。

## 営業情報

### アクセス
- JR中央本線長坂駅から車で5分、JR小淵沢駅より車で15分、中央自動車道長坂I.C.より車で8分インターを出て、すぐの信号を右折し、「北杜警察署前」の信号を左折、その次の信号を右折し、ガードをくぐって看板に従って、左折して下さい。左手に藁葺き屋根の「峠のギャラリー歩ら里」が見えてきましたらその後ろあたりのコンクリート舗装の道路を右折したつきあたり。
- 駐車場：9台のスペースあり

### 料金・開館時間
- 入館料金：一般¥800 学生¥700
- 開館：9時30分〜午後5時（入館は16：30まで）。
- 休館：祭日を除く火曜・水曜・（7月8月は無休／12月～3月は冬季休館）

```
団体客は予約があれば休館日でも開館。
```